# Pirata mossambicus
Pirata mossambicus är en spindelart som först beskrevs av Roewer 1960.  Pirata mossambicus ingår i släktet Pirata och familjen vargspindlar.
Artens utbredningsområde är Moçambique. Inga underarter finns listade i Catalogue of Life.